# Pietro Paolo Floriani
Pietro Paolo Floriani (Macerata, 26 aprile 1585 – Ferrara, 27 maggio 1638) è stato un architetto, militare e ingegnere militare italiano.
Al suo nome è tuttora dedicata la città maltese di Floriana.

## Biografia
Nato il 26 aprile 1585 a Macerata, ai tempi parte dei territori italiani governati dalla corona di Spagna, da una famiglia della nobiltà locale, ebbe il suo primo apprendistato militare presso il marchese di Zibello Alessandro I Pallavicino, prima di trasfersi a Crema nel 1608, al seguito del governatore della città e capitano di ventura Orazio del Monte. Trasferitosi nel 1612 presso la corte di Francesco Maria I Della Rovere, nello stesso anno era già annoverato fra i gentiluomini della sua città natale.
Sposatosi nel 1606 con Maria Fedeli, scomparsa nel 1608 dando alla luce la figlia Camilla, nello stesso 1612 si trasferì a Madrid, dove alla corte del Regno di Spagna ebbe modo di avvalersi dell'insegnamento di Giovanni de' Medici. Il re Filippo III gli commissionò diversi progetti, fra cui nel 1613 l'incarico di preparare una spedizione per le Indie, poi mai realizzatasi, e nel 1614 un'esplorazione di Algeri, al fine di studiarne le fortificazioni difensive e redigerne un progetto di conquista. Nel 1617 partecipò durante le operazioni della guerra di successione del Monferrato alla difesa della piazzaforte di San Germano Vercellese, agli ordini di Tommaso Caracciolo, contribuendo alla successiva ricostruzione delle mura della città.
Dopo aver risieduto per un anno a Milano, offrì i suoi servizi a Leopoldo V d'Austria, per il quale si occupò, nel corso della prima fase della guerra dei trent'anni, di fortificare la città ungherese di Brisach. Prestò poi servizio nella difesa di Presburgo e della stessa Vienna, dove ricevette l'incarico di edificare alcuni bastioni difensivi e di redigere un progetto complessivo per le fortificazioni della città. Nel 1620 prese parte alla battaglia della Montagna Bianca e ricevette nel 1622 la nomina imperiale a conte palatino. Si occupò di ingegneria militare, dedicandosi alla fortificazione delle piazzeforti di Esztergom e Altenburg fino al 1624 quando si dimise dall'incarico.
Dopo essere stato nominato capitano dell'esercito imperiale, nel 1627 ricoprì l'incarico di vice castellano di Castel Sant'Angelo a Roma; tornò quindi nella sua città natale dove si occupò dell'edificazione del proprio palazzo di famiglia e della stesura del suo trattato  Sulla difesa et offesa delle piazze, pubblicato nel 1630. Ebbe inoltre modo di sposarsi con Lucrezia Gardina. La collaborazione con lo Stato Pontificio fu suggellata dal trasferimento a Ferrara nel 1629, dove fu incaricato di completare la cinta muraria difensiva della città ed altre opere di fortificazione del circondario.

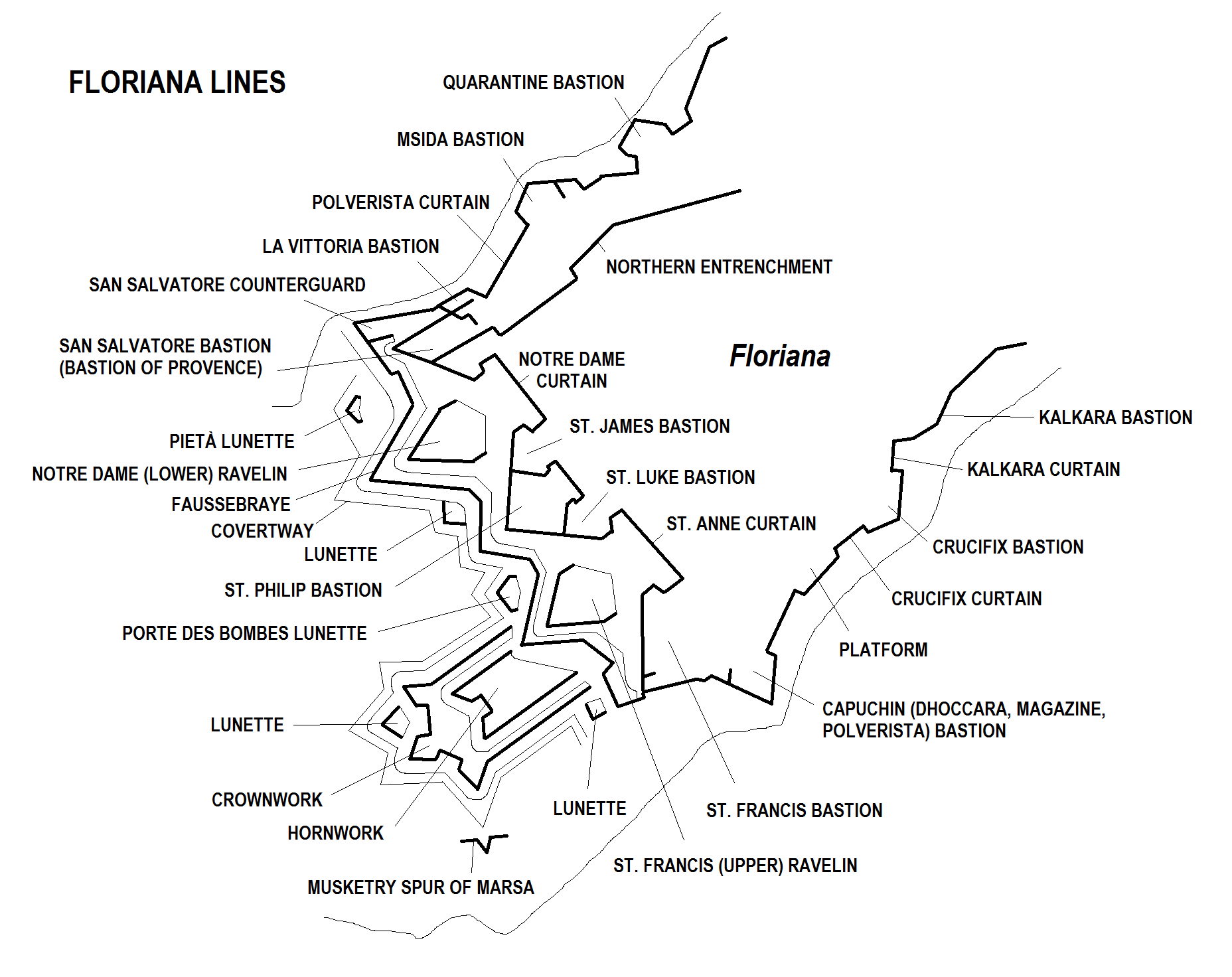
Mappa delle fortificazioni di Floriana, progettate da P.P. Floriani

Nel 1635 ricevette, per mano del cardinale Fabio Chigi (futuro Papa Alessandro VII) il compito di ammodernare e consolidare le fortificazioni difensive dell'isola di Malta, nel timore di un possibile nuovo attacco ottomano. L'opera, commissionatagli dal Gran Maestro Antoine de Paule, lo impiegò per i successivi due anni e portò alla creazione delle fortificazioni tuttora note come Floriana Lines, situate all'esterno della capitale La Valletta come seconda cinta muraria di difesa. Il centro urbano compreso fra questa seconda linea fortificata (il cui completamento richiese diversi anni per essere terminato) e la capitale maltese divenne in seguito noto come Floriana, prendendo il nome proprio dall'architetto maceratese. Per i servizi resi all'Ordine Ospedaliero, venne nel 1636 nominato Cavaliere di devozione del Sacro Militare Ordine dei Cavalieri Gerosolimitani.
Nel 1637 fu infine richiamato a Ferrara, dove trovò la morte nel 1638. Fu sepolto come da sua volontà nella cappella di famiglia della Chiesa di Santa Croce a Macerata.
Nel 2005 è stato dedicato un documentario alla sua memoria e nel 2009 la città di Floriana, gemellata dal 2007 proprio con la sua nativa Macerata, ha eretto una statua in suo onore.

## Opere
- Sulla difesa et offesa delle piazze, Macerata, 1630.